# Saticula
Saticula (o Saticola) è un'antica città sannita, facente parte della Lega sannitica. Il luogo preciso della sua ubicazione è pressoché sconosciuto, perché, come tramandato da alcuni autori della storia romana, essa fu completamente distrutta dagli antichi Romani per ritorsione e vendetta contro i Sanniti che avevano umiliato i soldati romani alle Forche Caudine (321 a.C.).

## Ubicazione
Nonostante le incertezze, si può tuttavia ricavare il probabile areale del suo sito: doveva trovarsi, grosso modo, tra l'antica Capua a nord, Caudium a est e il territorio campano a ovest, sulla sponda sinistra del fiume Volturno, presumibilmente alle pendici del monte Taburno in località Faggiano, dove sono stati fatti rinvenimenti archeologici importanti che confermerebbero questa ipotesi.
La sua gente, i Saticoli, viene menzionata da Virgilio nel libro VII dell'Eneide: perciò, già all'epoca della fondazione di Roma, gli abitanti di Saticula venivano distinti tra gli altri popoli dell'Appennino meridionale, e chiaramente indicati e riconosciuti nella loro identità etnica.

## Toponimo
Le radici del suo toponimo vanno fatte risalire generalmente al periodo etrusco, e il nome stesso latinizzato in séguito all'espansione della civiltà romana. In effetti, se l'etimo del nome Saticula lo si facesse derivare dal latino, vorrebbe significare "molto coltivata" o "molto colta" e quindi "molto civile", come del resto attestano i vasi saticulani, fra cui un cratere rappresentante il mito di Alcmena, che è conservato nel British Museum di Londra.
Ma, poiché i Saticoli e la loro città Saticula preesistevano ai Romani, avrebbe forse ragione uno studioso inglese, che sostiene che l'etimo di Saticula è l'osco "sati-ko"; e quindi, se così fosse, la fondazione di Saticula, o Saticola, si dovrebbe riportare al periodo osco, alle fasi cioè delle migrazioni degli Osci nel Meridione d'Italia (VI-V secolo a.C.).

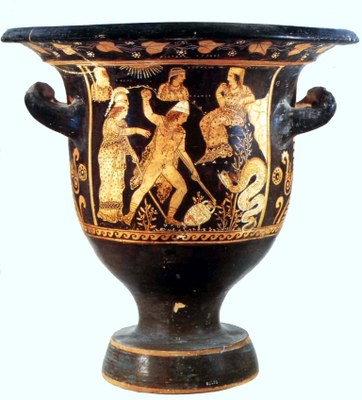
Cratere a campana di Asteas, esposto al museo archeologico nazionale del Sannio Caudino di Montesarchio e rinvenuto in area archeologica di Sant'Agata de' Goti, corrispondente forse all'antica Saticula.

Dall'analisi del repertorio dei ritrovamenti archeologici nell'area presumibilmente di Saticula si può pensare che la città, per la sua posizione geografica di immediato confine con la Campania, fosse più un centro di commerci e di scambi "artistici" e culturali che una cittadella più specificamente militare, quale poteva essere ad esempio Caudium. Difatti, il vasellame rinvenuto a Sant'Agata de' Goti proveniva da Paestum; e così anche i monili provenivano probabilmente dalla Magna Grecia e dall'Etruria.

### Fonti primarie
- T. Livio, Ab Urbe Condita, l.VII, cap. 32, cap. 34
- Balassone G., Boni M., Di Maio G., Fariello M. & Villa I. M. (1998)-Metallic objects from necropolis of Saticula (Sant' Agata dei Goti, Benevento,  Italy). Volume per il Completamento del metanodotto algerino, Electa Napoli, 3 pp.
- Balassone G., Boni M., Di Maio G., Fariello M. & Villa I. M.-Analysis of the rings found in the samnitic necropolis of Saticula (Sant' Agata dei Goti, Benevento, Italy). Archaeometry 98: BAR, Proceedings of 31st Symposium, Budapest 1998, 279-283
- L. Maggio, S. Agata dei Goti (Bn): La tomba 110, AA.VV., La Campania antica, dal Pleistocene all'età romana. Ritrovamenti archeologici lungo il gasdotto transmediterraneo, a cura della Soprintendenza archeologica delle province di Salerno Avellino e Benevento, Electa Napoli, 1998, pp. 130 – 131.
- L. Maggio, Scavi nel territorio di S. Agata dei Goti (Benevento) Italia: una necropoli di età sannitica, in Common ground: archaeology, art, science, and humanities, abstact of session IV E: methods and meanings in funerary practice, XVI International Congress of Classical Archaeology, 23 – 26 agosto 2003, Boston Massachusetts Usa, p. 73
- L. Maggio, Scavi nella necropoli di S. Agata dei Goti(Bn, Annali della Facoltà di Lettere e Filosofia di Bari, XLV 2002, Bari 2003, pp. 27 – 61

### Letteratura storiografica
- Domenico Romanelli, Antica Topografia Istorica del Regno di Napoli, 1815/1819
- Hirpinia et Daunia, Toponomastica dell'Antichità, Antonio Sciarretta